# Wykluczenie mieszkaniowe
Wykluczenie mieszkaniowe (także: deprywacja mieszkaniowa lub bieda mieszkaniowa) – zjawisko społeczne obejmujące sytuację zarówno niestabilnego, czy niezabezpieczonego mieszkania, jak również nieadekwatnego zamieszkiwania. Wykluczenie w takim ujęciu obejmuje nie tylko fizyczne problemy z mieszkaniem stanowiącym dach nad głową, ale też problemy z
nawiązywaniem relacji społecznych czy uregulowaniami administracyjnymi oraz prawnymi.
Europejska Typologii Bezdomności i Wykluczenia Mieszkaniowego (tzw. ETHOS) stwierdza, że wykluczenie mieszkaniowe obejmuje wiele zróżnicowanych grup obywateli m.in. ludzi zagrożonych eksmisją, dotkniętych przemocą domową, żyjących w przeludnieniu, czy miejscach niemieszkalnych. W skrajnej postaci wykluczenie mieszkaniowe sprowadza się do funkcjonowania na ulicy.
W dużej mierze wykluczenie mieszkaniowe oznacza zamieszkiwanie w lokalach o obniżonym standardzie, np. socjalnych, będących przedmiotem umowy najmu socjalnego. Tego rodzaju zasoby mieszkaniowe, z uwagi na brak środków modernizacyjnych, czy remontowych, charakteryzują się częstokroć umiarkowanym lub złym stanem technicznym i estetycznym. Osoby zamieszkujące w nich to w dużej mierze osoby w wieku starszym, ludzie ekonomicznie i społecznie wykluczeni, biedni, bezrobotni, których nie stać na znalezienie innych siedzib. Mieszkania te zajmowane są bardziej z konieczności, niż możliwości dokonania wyboru. Prowadzi to do napiętnowania określonych adresów na planie miasta i do powstawania enklaw biedy, zamieszkiwanych jedynie przez ludność uznawaną za margines społeczeństwa i stygmatyzowaną.